# تنها کاری که می‌خواهم انجام دهم (فیلم)
تنها کاری که می‌خواهم انجام دهم (به انگلیسی: All I Wanna Do) فیلمی محصول سال ۱۹۹۸ و به کارگردانی سارا کرنکن است. در این فیلم بازیگرانی همچون کیرستن دانست، گبی هافمن، لین ردگریو، ریچل لی کوک، تام گوایری، وینسنت کارتیسر، مونیکا کینا، متیو لارنس، هتر ماتارازو، مریت ویور، نایجل بنت، کاترینا اسکورسون، زکری بنت، ۴۰، رابین دان، هایدن کریستنسن و شان اشمور ایفای نقش کرده‌اند.